# Jean Malaurie
Jean Malaurie (Maguncia, Alemania; 22 de diciembre de 1922-Dieppe, 5 de febrero de 2024) fue un etnólogo, geógrafo y editor francés.

## Trayectoria
Entre 1948 y 1949, Jean Malaurie participó en dos expediciones francesas en Groenlandia, dirigidas por el explorador Paul-Émile Victor. Entre 1948 y 1950 viajó con frecuencia a la zona de los tuareg, en el desierto del Sáhara. En 1950 regresó a Groenlandia compartiendo y estudiando la vida de los inuit. De iglú en iglú, recogió los testimonios de 302 habitantes de 11 comunidades y elaboró un mapa de la región. Describió su experiencia con este pueblo en su obra principal, publicada por primera vez en francés en 1955 y traducida al español como Los esquimales del Polo. Los últimos reyes de Thulé. 
En 1957 fue nombrado director de investigaciones de la Escuela de Altos Estudios de Ciencias Sociales (EHESS) de París y fundó allí el Centro de Estudios Árticos. En 1997 fue uno de los fundadores de la Academia Polar de San Petersburgo, que mantiene una escuela de formación de dirigentes del pueblo inuit del Ártico, con ayuda de Rusia, Francia y Canadá y de la cual fue designado presidente honorario vitalicio.
Malaurie ha publicado 450 artículos y prefacios en varios idiomas. En 2015 publicó Carta a un inuit de 2022, recordando alarmado la importancia de que sobrevivan en una tierra que se descongela, y alabando con Lévi-Straus ese 'pensamiento salvaje', nada primitivo, propio de ellos, y que Malaurie ha reconocido en sus expediciones y hasta en el nombre de uno de sus hijos.

## ColecciónTierra humana
Fundó la colección ''Tierra humana'' (Terre humaine), en 1955, sobre cuyo contenido afirmó: "siento especial devoción por aquellos que tienen carácter, al nivel que sea y por la razón que sea. Los más pobres, los que más sufren. Aquellos a quienes la vida pone a prueba continuamente o que han elegido los combates más difíciles". La colección se mantiene hasta la actualidad. Tiende un puente entre la literatura y las ciencias humanas.

## Obras
- 1954, Hoggar, Touareg, Journal d’une exploration géographique (París, Nathan).
- 1955, Les Derniers Rois de Thulé (París, Plon, col. Terre humaine, – 5ª ed. def., París, 1989 ; éd. Pocket, 2001), traducida a 23 lenguas. Los esquimales del Polo. Los últimos reyes de Thulé (Barcelona: Grijalbo, 1981 ISBN 84-253-1320-1
- 1968,  Thèmes de recherche géomorphologique dans le nord-ouest du Groenland, París, CNRS, 497 pp., 79 fotos, 161 fig., 1 mapa color (TD).
- 1999, Hummocks I et II, París, Plon, Terre humaine,  Hummocks, aumentada Plon / Pocket, 2005).
- 2001, Ultima Thulé 2ª ed., París, Le Chêne, 2000, Pocket.
- 2001, L’Appel du Nord, París, La Martinière.
- 2003,  L’Allée des Baleines, París, Fayard, aumentada en 2008.
- 2003, Ot kamnia k tcheloveku (De la pierre à l’homme), prefacio de Azourguet Tarbaievna Shaoukenbaieva, en ruso (San-Petersburgo, Academia polar).
- 2005, Terre Humaine. Cinquante ans d'une collection, París, Bibliothèque nationale de France. Entrevista con Mauricette Berne y Pierrette Crouzet
- 2009, Uummaa. Ils sont innocents!, París, Plon.
- 2009, La Sagesse des peuples premiers. Un recours pour notre planète París, 1001 nuits.
- 2015, Lettre à un inuit de 2022, Fayard.

## Sobre Jean Malaurie
- 2012, Giulia Bogliolo Bruna, Jean Malaurie, une énergie créatrice,coll. « Lire et comprendre », Editions Armand Colin, París.
- 2016, Giulia Bogliolo Bruna, Equilibri artici. L'umanesimo ecologico di Jean Malaurie CISU, Roma.
- 1990, Pour Jean Malaurie (París, Plon), 102 testimonios por sus 40 años de estudios árticos.
- 1999, Il Polo, 'Alla ricerca della quadratura del Circolo Polare: Testimonianze e studi in onore di Jean Malaurie', entrevista de Jean Malaurie por Giulia Bogliolo Bruna, 26 testimonios, dirigido por Giulia Bogliolo Bruna (Istituto Geográfico Polare, vols. 25-26, mars-juin, Fermo)
- 2001, Pierre Auregan,  Des récits et des hommes. Terre Humaine : un autre regard sur les sciences de l’homme (París, Plon; Pocket, 2004).
- 2002, De la vérité en ethnologie... Séminaire de Jean Malaurie 2000-2001 (París, Economica).
- 2005, Hommages, en la 'Exposition du Cinquantenaire de 'Terre Humaine' en la Bibliothèque nationale, del 15-II al 30-IV, 28 testimonios (París, BNF).
- 2005, Jan Borm, Jean Malaurie. Un homme singulier (París, Le Chêne).